# العلاقات الأسترالية الفرنسية
العلاقات الأسترالية الفرنسية هي العلاقات الثنائية التي تجمع بين أستراليا وفرنسا.

## مقارنة بين البلدين
هذه مقارنة عامة ومرجعية للدولتين:
| وجه المقارنة                                              | أستراليا                                   | فرنسا                                                    |
| --------------------------------------------------------- | ------------------------------------------ | -------------------------------------------------------- |
| المساحة (كم2)                                             | 7.69 مليون                                 | 643.80 ألف                                               |
| عدد السكان (نسمة)                                         | 24.51 مليون                                | 67.12 مليون                                              |
| الكثافة السكانية (ن./كم²)                                 | 3.19                                       | 104.26                                                   |
| العاصمة                                                   | كانبرا، ملبورن                             | باريس                                                    |
| اللغة الرسمية                                             | لغة إنجليزية                               | لغة فرنسية                                               |
| العملة                                                    | دولار أسترالي، جنيه إسترليني، جنيه أسترالي | يورو، فرنك س ف ب، فرنك فرنسي، Livre tournois ‏            |
| الناتج المحلي الإجمالي (بليون دولار)                      | 1.32 تريليون                               | 2.58 تريليون                                             |
| الناتج المحلي الإجمالي (تعادل القوة الشرائية) بليون دولار | 1.10 تريليون                               | 2.87 تريليون                                             |
| الناتج المحلي الإجمالي الاسمي للفرد دولار أمريكي          | 56.31 ألف                                  | 36.20 ألف                                                |
| الناتج المحلي الإجمالي للفرد دولار أمريكي                 | 45.92 ألف                                  | 39.33 ألف                                                |
| مؤشر التنمية البشرية                                      | 0.939                                      | 0.888                                                    |
| رمز المكالمات الدولي                                      | +61                                        | +33                                                      |
| رمز الإنترنت                                              | .au                                        | .fr، .bzh ‏، .tf، .re، .wf، .yt، .pm، .paris              |
| المنطقة الزمنية                                           |                                            | أوروبا/باريس ‏، توقيت وسط أوروبا، توقيت وسط أوروبا الصيفي |

## مدن متوأمة
في ما يلي قائمة باتفاقيات التوأمة بين مدن أسترالية وفرنسية:
- ترتبط هوبارت مع بريست باتفاقية توأمة.
- ترتبط Municipality of Hunter's Hill [الإنجليزية]‏ مع Le Vésinet [الإنجليزية]‏ باتفاقية توأمة.
- ترتبط غولد كوست مع نوميا باتفاقية توأمة منذ 1982.
- ترتبط City of Randwick [الإنجليزية]‏ مع ألبي باتفاقية توأمة.

## منظمات دولية مشتركة
يشترك البلدان في عضوية مجموعة من المنظمات الدولية، منها:
| علم المنظمة | اسم المنظمة                               | تاريخ انضمام أستراليا | تاريخ انضمام فرنسا |
| ----------- | ----------------------------------------- | --------------------- | ------------------ |
|             | البنك الدولي للإنشاء والتعمير             | 5 أغسطس 1947          | 27 ديسمبر 1945     |
|             | بنك التنمية الآسيوي                       | 1966                  | 1970               |
|             | يونسكو                                    | 4 نوفمبر 1946         | 4 نوفمبر 1946      |
|             | الاتحاد البريدي العالمي                   | ?                     | ?                  |
|             | سياتو                                     | ?                     | ?                  |
|             | الوكالة الدولية للطاقة                    | ?                     | ?                  |
|             | نظام تحكم تكنولوجيا القذائف               | 1990                  | 1987               |
|             | منظمة الشرطة الجنائية الدولية             | ?                     | ?                  |
|             | الأمم المتحدة                             | 1 نوفمبر 1945         | 24 أكتوبر 1945     |
|             | مؤسسة التنمية الدولية                     | 24 سبتمبر 1960        | 30 ديسمبر 1960     |
|             | مجموعة العشرين                            | ?                     | 26 سبتمبر 1999     |
|             | المنظمة الهيدروغرافية الدولية             | ?                     | ?                  |
|             | منظمة التجارة العالمية                    | ?                     | 1995               |
|             | وكالة ضمان الاستثمار متعدد الأطراف        | 10 فبراير 1999        | 28 ديسمبر 1989     |
|             | منظمة التعاون الاقتصادي والتنمية          | ?                     | 7 أغسطس 1961       |
|             | مجموعة أستراليا                           | 1985                  | 1985               |
|             | الاتحاد الدولي للاتصالات                  | 27 مايو 1878          | 1866               |
|             | مجموعة الموردين النوويين                  | ?                     | ?                  |
|             | مؤسسة التمويل الدولية                     | 20 يوليو 1956         | 20 يوليو 1956      |
|             | الفريق المعني برصد الأرض                  | ?                     | ?                  |
|             | منظمة حظر الأسلحة الكيميائية              | ?                     | ?                  |
|             | المركز الدولي لتسوية المنازعات الاستشارية | 1 يونيو 1991          | 20 سبتمبر 1967     |

## أعلام
هذه قائمة لبعض الشخصيات التي تربطها علاقات بالبلدين:
- أديليد كين (ممثلة أسترالية، 9 أغسطس 1990 – )
- ألان فونتين (لاعب كرة قدم أسترالي، 15 ديسمبر 1910 – 14 ديسمبر 1999)
- إميلي دي رافن (ممثلة أسترالية، 27 ديسمبر 1981 – )
- بينيلوب ميتشيل (ممثلة أسترالية، 24 يوليو 1991 – )
- جيني لامي (28 فبراير 1949[32] – )
- دينيس جنيرو (لاعب كرة قدم أسترالي، 21 مايو 1999[33] – )
- غيل شانفرو (3 أبريل 1945 – )
- كاثرين مارتن (26 يناير 1965[34][35] – )
- كيت بلانشيت (ممثلة أسترالية، 14 مايو 1969[36][37][38] – )
- كيسي دومون (لاعبة كرة قدم أسترالية، 25 يناير 1992[39] – )
- لوكي رامون دي فيري (5 نوفمبر 1989[40] – )
- ماسيمليانو فييري (لاعب كرة قدم أسترالي، 1 سبتمبر 1978[41] – )
- مايكل بيتشامب (لاعب كرة قدم أسترالي، 8 مارس 1981[42] – )
- ميراندا كير (20 أبريل 1983 – )
- هافانا براون (موسيقية أسترالية، 14 فبراير 1985 – )

## وصلات خارجية
- موقع وزارة الخارجية الأسترالية
- موقع وزارة الخارجية الفرنسية